# مالك الزاهي
مالك الزاهي (1979 - ) سياسي تونسي، يشغل منصب وزير الشؤون الاجتماعية في حكومة نجلاء بودن منذ 2021.
تخرج في كلية العلوم الاقتصادية والتصرف بتونس، وحصل على الأستاذية في إدارة الأعمال عام 2006، وعلى ماجستير في الاقتصاد وإدارة المخاطر في عام 2008، وعلى دبلوم تقنيات الاتصال والتواصل والسفرولوجيا في عام 2011.